# Helicoverpa bracteae
Helicoverpa bracteae là một loài bướm đêm trong họ Noctuidae.